# Уильямс, Бенжамин
Бенжамин Уильямс (англ. Benjamin Williams; 1 января 1751 — 20 июля 1814) — американский политик и военный, член Палаты представителей США от Северной Каролины, 11-й и 14-й губернатор Северной Каролины. Уильямс участвовал в Война за независимость США, был офицером 2-го Северокаролинского пехотного полка Континентальной армии, а затем полковником ополчения штата и в этом звании участвовал в сражении при Гилфорд-Кортхауз.

## Ранние годы
Уильямс родился в Смитфилде, в округе Джонстон, в семье полковника Джона Уильямса и Фереби Саваж. Его дед Уильям Уильямс эмигрировал в Северную Каролину из Уэльса в 1735 году. Бенжамин окончил сельскую школу и стал фермером. В 1774 году он стал делегатом от округа Джонстон на 1-м провинциальном конгрессе Северной Каролины. В августе 1775 он был делегатом 2-го Провинциального конгресса в Ньюберне, а потом 3-го провинциального конгресса в Хиллсборо.
1 сентября 175 года на 3-м Конгрессе он был назначен лейтенантом 2-го Северокаролинского пехотного полка, который числился в ополчении, а 28 ноября был переведён в Континентальную армию; а 9 сентября стал членом Комитета Спасения Ньюбернского участка.
19 июля 1776 года Уильямс стал капитаном 2-го Северокаролинского, которым в тот момент командовал Александр Мартин. Он командовал своей ротой в сражении при Брендивайне в сентябре 1777, при Джермантауне в октябре 1777 и при Монмуте в июне 1778 года. По некоторым данным он подал в отставку в январе 1779 года, но вернулся в строй в марте. В 1780 году он стал подполковником, а затем полковником, и возглавил полк округа Джонстон. Летом того года он служил при штабе генерала Ричарда Кэсвелла, участвовал в сражении при Литл-Линчс-Крик и в сражении при Кэмдене. В марте 1781 года он командовал полком из пяти рот ополчения во время сражения при Гилфорд-Кортхауз.